# Peter Engman
Tony Peter Villiam Engman, född 24 september 1963 i Häverö församling, Uppland, är en svensk skådespelare.
Engman växte upp i bruksorten Hallstavik i Roslagen där han utbildade sig till svetsare och arbetade en tid vid Holmens bruk. Därefter flyttade han till Norrtälje och vidare till Stockholm i början av 1980-talet där han arbetade som lastbilschaufför, taxichaufför, barnskötare, brevbärare med mera. Han var även verksam som musiker och låtskrivare och turnerade runt med punkbandet President Gas.
1990 fick han anställning som scenarbetare på Operan och senare vid Dramaten. Han började söka sig till olika teaterutbildningar och kom till slut in vid Högskolan för teater i Göteborg 1993 där han studerade till 1996. Efter en provuppspelning på skolan fick han en av huvudrollerna i Åke Sandgrens Stora och små män och fick genom sin medverkan där något av ett genombrott. Engman har inte sällan fått gestalta osympatiska figurer, till exempel i filmen Suxxess (2002).
1998 mottog han Teaterförbundets Daniel Engdahl-stipendium. Han nominerades till en Guldbagge 2007 i kategorin Bästa manliga biroll för sin medverkan i När mörkret faller.

## Filmografi
- 1995 – Stora och små män
- 1998 – Saknad
- 1999 – Clinch
- 1999 – Offerlamm
- 1999 – Insider (TV-serie)
- 2000 – Det grovmaskiga nätet (TV-serie)
- 2000 – Brottsvåg (TV-serie)
- 2001 – Sprängaren
- 2001 – En sång för Martin
- 2001 – See Me
- 2001 – Kommissarie Winter (TV-serie)
- 2002 – Suxxess
- 2002 – Farbror Franks resa
- 2002 – Stora teatern (TV-serie)
- 2002 – Skeppsholmen (TV-serie)
- 2002 – Disco kung-fu
- 2003 – Norrmalmstorg
- 2003 – De drabbade (TV-serie)
- 2004 – Min f.d. familj (TV-serie)
- 2004 – Framom främsta linjen
- 2004 – Graven (TV-serie)
- 2005 – Kommer hem
- 2005 – Storm
- 2005 – Kommissionen (TV-serie)
- 2005 – Supersnällasilversara och Stålhenrik (TV-serie)
- 2006 – Wallander – Luftslottet
- 2006 – När mörkret faller
- 2006 – Kronprinsessan (TV-serie)
- 2006 – Van Veeteren – Moreno och tystnaden
- 2007 – August (TV-serie)
- 2008 – Sthlm (TV-serie)
- 2009 – Morden (TV-serie)
- 2009 – Oskyldigt dömd (TV-serie)
- 2010 – Hotell Gyllene Knorren (TV-serie)
- 2010 – Himlen är oskyldigt blå
- 2011 – Hotell Gyllene Knorren – filmen
- 2011 – Två herrars tjänare
- 2012 – Morden i Sandhamn (TV-serie)
- 2014 – Micke & Veronica

## Teater

### Roller (ej komplett)
| År   | Roll                                        | Produktion                                                                   | Regi                 | Teater                 |
| ---- | ------------------------------------------- | ---------------------------------------------------------------------------- | -------------------- | ---------------------- |
| 1999 | Nicholas Nickleby                           | Nicholas Nickleby (The Life and Adventures of Nicholas Nickleby) David Edgar | Georg Malvius        | Stockholms stadsteater |
| 2001 | Tusenbach                                   | Systrarna Per Olov Enquist                                                   | Benny Fredriksson    | Stockholms stadsteater |
| 2002 | Armfelt                                     | Gustaf III & Dramaten Staffan Roos                                           | Staffan Roos         | Dramaten               |
| 2004 | Epichodov                                   | Körsbärsträdgården (Вишнёвый сад, Visjnjovyj sad) Anton Tjechov              | Lennart Hjulström    | Stockholms stadsteater |
| 2005 | Edvard                                      | Tryck stjärna Bodil Malmsten                                                 | Christian Tomner     | Dramaten               |
| 2005 | Farbror Blå                                 | Petter och Lotta och stora landsvägen Lucas Svensson efter Elsa Beskow       | Carolina Frände      | Dramaten               |
| 2007 | Doktor Rank                                 | Ett dockhem (Et Dukkehjem) Henrik Ibsen                                      | Sofia Jupither       | Dramaten               |
| 2009 | Stenström                                   | Final Victoria Benedictsson och Axel Lundegård                               | Hilda Hellwig        | Dramaten               |
| 2009 | Valere                                      | Den girige (L'Avare ou l'École du mensonge) Molière                          | Gösta Ekman          | Dramaten               |
| 2011 | Baron                                       | Vargtimmen Ingmar Bergman                                                    | Malin Stenberg       | Dramaten               |
| 2015 | Rektor Kroll                                | Rosmersholm Henrik Ibsen                                                     | Stefan Larsson       | Dramaten               |
| 2016 | Domare Andrej Polis                         | Pussy Riot Irena Kraus                                                       | Malin Stenberg       | Dramaten               |
| 2016 |                                             | Huset vid nattens ände Sebastian Hartmann                                    | Sebastian Hartmann   | Dramaten               |
| 2017 | Djurparksvakten Doktorn Andra fången Soldat | Det blåser på månen (The Wind on the Moon) Eric Linklater                    | Ellen Lamm           | Dramaten               |
| 2017 | Gustaf Klar                                 | Swede Hollow Ola Larsmo                                                      | Alexander Mørk-Eidem | Dramaten               |
| 2017 |                                             | Ensam Alfhild Agrell                                                         | Jenny Andreasson     | Dramaten               |
| 2019 |                                             | Hugh och Nancys många världar Lars Rudolfsson                                | Lars Rudolfsson      | Dramaten               |